# 安徽九方篮球俱乐部
安徽九方篮球俱乐部曾经是中国全国男子篮球联赛（NBL）的一只参赛球队，2008年10月成立，由安徽九方篮球俱乐部系安徽嘉润集团投资组建。2011年初解散。
2009年1月，安徽九方篮球俱乐部通过中国篮协注册正式成立。当年参加NBL联赛，未能通过小组赛。2010年，仍旧没有通过晋级赛。
2011年1月，安徽九方宣布退出NBL联赛，球队解散。